# أندري أكونكوف
أندري أكونكوف (الروسية: Андрей Юрьевич Окуньков) (مواليد 1969) هو عالم رياضيات روسي، يعمل على نظرية التمثيل وتطبيقاتها في الهندسة الجبرية، والفيزياء الرياضية، ونظرية الاحتمالات. ويعمل حالياً أستاذا في جامعة كولومبيا.
فاز في 2004 بإحدى جوائز جمعية الرياضيات الأوروبية العشرة المرموقة.